# 176 هـ
176 هـ هي سنة في التقويم الهجري امتدت مقابلةً في التقويم الميلادي بين سنتي 792 و793.

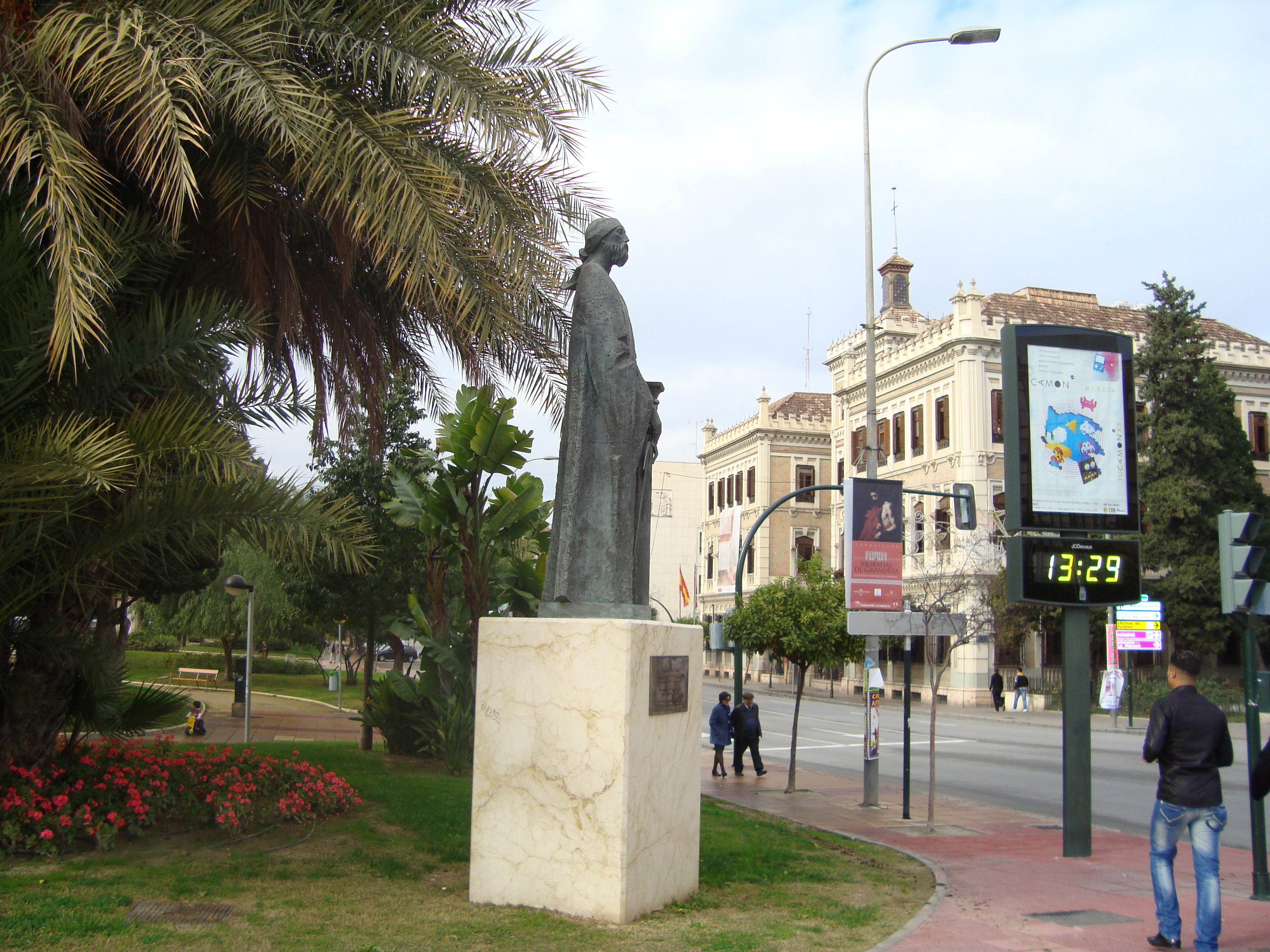
تمثال لعبد الرحمن الأوسط

## أحداث
- معركة نهر بوربيا

## مواليد
- عبد الرحمن الأوسط
- إبراهيم بن عباس الصولي